# Ultimate (sport)
L'Ultimate (noto anche come ultimate frisbee) è uno sport di squadra giocato con un disco (frisbee) del peso di 175 g. Lo scopo del gioco è segnare punti ricevendo il disco all'interno dell'area di meta avversaria. I giocatori non possono muoversi, se non sul proprio perno, mentre sono in possesso del disco. Una partita finisce allo scadere del tempo oppure quando una delle due squadre segna 15 punti.
L'ultimate è autoarbitrato in tutti i livelli di competizione quindi tutte le decisioni vengono prese dai giocatori in campo, se i giocatori coinvolti nella discussione non sono d’accordo si ritorna all'azione precedente al fallo. Nei livelli di competizione più alti possono essere presenti dei game advisor, che possono chiarire le regole e dare il loro punto di vista quando è richiesto, o degli osservatori, dei quali il giudizio è determinante se richiesto.
Il termine frisbee è un marchio registrato della WHAM-O perciò ufficialmente lo sport è chiamato ultimate e non ultimate frisbee, anche se questo termine è ancora di uso piuttosto comune fra i giocatori. La lega professionale UFA (Ultimate Frisbee League), precedentemente chiamata AUDL (American Ultimate Disc League) ha dal 2024 la licenza di utilizzare il termine frisbee grazie ad un partenariato con la WHAM-O.

## Storia e origini
Ci son tracce di sport giocati con oggetti simili a dei frisbee, come piatti di plastica o di metallo, fin dal 1942. Inizialmente erano ispirati dal football americano. Ci sono tracce di un gioco del genere all'Amherst College negli anni 50. Peter Schrag, un ex-studente che ha frequentato il college fino al 1953, parlando del gioco dice: 
"Sono uscite fuori delle regole, anche se variano. Il gioco per come è giocato adesso è qualcosa di simile al touch football, le squadre provano a fare dei punti oltrepassando une linea di tray down. Ci sono delle intercezioni e credo che i passaggi siano illimitati. Quindi uno può lanciare il Frisbee a un ricevitore che lo passa ad ancora un altro. Gli avversari provano a passare [in attacco] o bloccando il piatto o intercettandolo".
L'ultimate però viene ufficialmente introdotto nel 1967 alla Columbia High School di Maplewood, nel New Jersey, da un gruppo di studenti di cui faceva parte anche Joel Silver, figura chiave nello sviluppo dell'ultimate che avrebbe scoperto una forma di frisbee football' ad un campo estivo.
L'ultimate è nato nel mezzo della controcultura degli anni 60. Nello specifico nell'anno che viene chiamato Summer of Love, il 1967. I valori di questa controcultura erano quelli della democrazia, della cura e della condivisione in comunità, del rifiuto delle regole e dell'adozione di stili di vita ritenuti alternativi se non superiori. Joel Silver e i suoi amici vollero contribuire a questo movimento con l'ultimate. Questo nome, ultimate, si dice sia venuto a causa dell'abitudine di Joel Silver di riferirsi a questo sport come the ultimate sports experience. Degli studi più recenti però dicono che Joel Silver non avrebbe inventato l'ultimate alla Columbia High School, ma che lo sport, così come il nome, gli sarebbe stato insegnato da Jared Kass al campo estivo.
Lo sport era originariamente giocato in un parcheggio vicino la Columbia High School. Le regole erano molto diverse da quelle odierne: si poteva correre con il frisbee in mano, c'era una linea di mischia e una serie di down come nel football americano. Inoltre non c'era un limite preciso al numero di giocatori. Alla fine la cifra di sette giocatori per squadra venne decisa perché era il numero di persone che riuscivano ad entrare nel parcheggio. Le regole subirono un'evoluzione col susseguirsi delle partite. 
Nell'autunno del 1968 i membri del giornalino scolastico affrontarono i membri del consiglio studentesco nella prima partita formale, vinta dal consiglio 11-7..
Le prime regole furono scritte nel 1970 da Joel Silver, Buzzy Hellring e Jon Hines.

## Regole
Le regole dell'Ultimate contano 20 articoli e sono pubblicate e gestite dalla WFDF

. Ogni 4 anni le regole vengono aggiornate, dal 2025 è entrato in vigore il regolamento 2025-2028. La regola principale che distingue questa disciplina da altri sport di squadra come il calcio o la pallavolo, oltre all'utilizzo di un frisbee, è il cosiddetto Spirit of the Game, che prevede tra le altre regole, l'autoarbitraggio, ovvero i giocatori in campo sono allo stesso tempo anche gli arbitri. Tutte le infrazioni sono chiamate
dai giocatori stessi.
I 20 articoli riguardano:
1. Lo "Spirito del Gioco"[13]
2. Il campo da gioco[14]
3. L'equipaggiamento[15]
4. Punto, meta e partita[16]
5. Le squadre[17]
6. Iniziare la partita[18]
7. Il lancio iniziale[19]
8. lo stato del gioco[20]
9. Il conteggio[21]
10. Il check (Riavvio)[22]
11. Il fuori campo[23]
12. Ricevitori e disposizione in campo[24]
13. Il Turnover (Cambio possesso)[25]
14. Segnare una Meta[26]
15. Chiamare i falli, le infrazioni e le violazioni[27]
16. Proseguire dopo una chiamata[28]
17. I falli[29]
18. Le infrazioni e violazioni[30]
19. Interruzioni per la sicurezza[31]
20. I time-Out[32]

### Spirito del Gioco
Lo spirito del gioco riassume in se molti dei principi presenti nel fair play, ovvero l'obbiettività, l'onestà, il rispetto dell'avversario e la coerenza. Inoltre ogni giocatore è responsabile della conduzione del gioco e del rispetto delle regole. Difatti non è presente un arbitro ma sono i giocatori stessi a chiamare i falli e le infrazioni qualora si dovessero verificare.

### Campo da gioco
Il campo è rettangolare, con 100 metri di lunghezza e 37 metri di larghezza. Esso si divide in tre parti: due aree di meta alle estremità, profonde 18 metri, e un'area centrale lunga 64 metri. Nell'area centrale si trova un punto di fronte ad ognuna delle aree di meta, ad una distanza pari alla sua profondità, il punto di Brick.

### Equipaggiamento
Per giocare si può utilizzare qualsiasi disco che sia accettato da i capitani di entrambe le squadre. Ciononostante la WFDF ha una lista di dischi approvati di cui consiglia l'uso

### Punto, meta e partita
Una partita si conclude quando una delle due squadre raggiunge un punteggio di 15, quella squadra vince la partita. La partita è divisa in due tempi, il primo tempo si conclude quando una squadra fa 8 punti. 
Nei tornei si da un tempo limite alla durata di una partita. La durata della partita è dettata dall'organizzatore del torneo e generalmente va da 60 minuti a 100 minuti. Al termine del tempo limite si fa finire il punto, se il punteggio di 15 è raggiunto la partita finisce, altrimenti il nuovo punteggio da raggiungere equivale al punteggio più alto fra le due squadre più uno (il cosiddetto cap +1). 

### Squadre
Ogni squadra schiera in campo 7 giocatori. Fra ogni punto si possono fare sostituzioni illimitate.
Nella squadra sono presenti le figure del capitano e del capitano dello spirito. Il primo è la figura di riferimento della squadra per ciò che riguarda l'ambito sportivo e la comunicazione fra il torneo e la squadra, mentre il secondo interviene sulle questioni dello spirito del gioco.
Secondo la divisione in cui si gioca la squadra può essere composta in differenti maniere. Nella divisione Open le sette persone schierate in campo possono essere sia degli MMP (male matching players) sia delle FMP (female matching players). La divisione femminile prevede che coloro che giocano siano esclusivamente FMP. Per la divisione mista il rapporto in campo deve essere di quattro MMP e tre FMP oppure di quattro FMP e tre MMP. Esistono due modi per decidere quale proporzione adottare:
- Ratio rule A(rapporto prestabilito): prima dell'inizio della partita le squadre decidono con quale rapporto iniziare, dopo il primo punto il rapporto deve essere opposto a quello iniziale, successivamente questo cambia ogni due punti.
- Ratio rule B(regola della meta scelta): prima dell'inizio della partita le squadre designano un'area di meta. La squadra che inizia il punto da quell'area di meta sceglie il rapporto.[33]

### Iniziare la partita
Prima dell'inizio della partita una squadra decide se scegliere di ricevere o lanciare il Pull iniziale oppure quale metà campo difendere. L'altra squadra prende la decisione rimanente.

### Lancio iniziale(ilPull)
All'inizio di ogni punto il gioco riprende con un lancio della difesa, chiamato pull. Prima del lancio la difesa segnala di essere pronta a lanciare alzando il disco sopra la testa, quando un attaccante alza a sua volta una mano sopra la testa il lanciatore può effettuare il pull.
Dopo il lancio nessun giocatore in difesa può interagire con il disco prima che un attaccante lo abbia toccato.
Nella divisione mista il pull deve essere effettuato da un MMP quando sono più delle FMP in campo e viceversa.

### Stato del gioco
Il gioco è fermo prima del rilascio del pull, quando il disco deve essere portato al punto del perno, dopo una chiamata che ferma il gioco e dopo che il disco colpisce il terreno, in ogni altro momento il gioco è attivo. Quando il gioco è fermo il lanciatore non può dare il disco ad un altro giocatore.

### Conteggio
Quando un giocatore ha il possesso del disco, in una situazione di gioco attivo, un difensore entro tre metri può iniziare un conteggio annunciando a volce alta «stalling». Il difensore conta allora da 1 a 10 lasciando un secondo fra ogni numero. Se il conteggio arriva fino a 10, e l'attaccante ha ancora in mano il disco, il difensore chiama «stall out». Se la chiamata è accettata l'attaccante lascia a terra il disco e la squadra in difesa passa in attacco .

### Check
Se il gioco si ferma durante un punto, per riprendere il gioco si fa un check. Quando il disco è in mano a un attaccante e un difensore è abbastanza vicino, quest'ultimo tocca il disco, altrimenti l'attaccante tocca il terreno con il disco. Quando invece il disco è a terra, il difensore più vicino al disco deve chiamare «disc in».

### Turnover
Il disco cambia di possesso quando: viene fatto un intercetto; il disco cade a terra; il disco viene ricevuto da un attaccante fuori dal campo; un fallo offensivo di ricezione viene accettato; il conteggio raggiunge 10.
Negli ultimi due casi il gioco si ferma e deve essere ripreso da un check

### Segnare una meta
Per segnare una meta un giocatore deve ricevere il disco all'interno dell'area di meta avversaria. una meta vale un punto.

### Chiamare i falli, le infrazioni e le violazioni
Un fallo avviene quando si verifica un contatto tra giocatori, quando viene chiamato il gioco si ferma. Un'infrazione è una trasgressione delle regole che riguarda la marcatura del lanciatore o i passi e non ferma il gioco. Ogni altra trasgressione è una violazione.

### Proseguire dopo una chiamata
Dopo una chiamata si fa una discussione fra chi ha fatto la chiamata e il giocatore contro cui la chiamata è stata fatta. Dopo la discussione la chiamata può essere accettata, contestata o ritirata.
Nel caso la chiamata sia accettata il gioco riprende secondo le modalità specifiche alla chiamata fatta. Se la chiamata è contestata il disco ritorna in possesso dell'ultimo giocatore che lo aveva in mano prima della chiamata. Se la chiamata è ritirata il gioco riprende dopo il check come se questa non fosse stata fatta.

### I falli
Un fallo si verifica quando un giocatore provoca un contatto non minore con un altro giocatore. Quando si verifica un fallo il gioco si ferma e si ha una discussione per concordare se il fallo è accettato o contestato.
Esistono diversi tipi di fallo:
- Gioco pericoloso
- Fallo in ricezione
- Fallo di strip(scippo)
- Ostruzione
- Fallo di spinta fuori
- Fallo difensivo di marcatura
- Fallo offensivo del lanciatore

### Infrazioni e violazioni
Un'infrazione a differenza di un fallo non ferma il gioco, il giocatore che commette l'infrazione deve solo smettere di commettere l'infrazione e, a seconda dei casi, diminuire il conteggio.
- Infrazioni del marcatore
  - Fast count (conteggio veloce): Il marcatore non lascia almeno un secondo tra un numero e l'altro durante il conteggio
  - Straddle (accavallare): Le gambe del marcatore sono sopra il piede perno del lanciatore
  - Disc Space (spazio minimo): Il marcatore non lascia al lanciatore almento un disco di distanza fra il suo corpo e il suo
  - Wrapping (abbracciare): Le braccia del marcatore passano intorno al busto del lanciatore
  - Double team (marcatura doppia): Più di un difensore difende attivamente sul lanciatore entro una distanza di 3 metri
  - Vision (visione): Il marcatore ostruisce volutamente la visione del lanciatore
- Travel (passi): il lanciatore mette il perno in un punto che non gli è concesso
- Pick:Ad un difensore viene impedito di seguire l'attaccante che sta marcando

### Falli
si verifica un fallo quando un giocatore subisce un contatto non minore, ovvero quando il contatto non influisce sul movimento o sulla posizione del giocatore oppure quando il contatto è alle mani o alle braccia.
Esistono otto tipi di fallo:
- Fallo in ricezione: quando un fallo si verifica subito prima durante o subito dopo che un giocatore prova a prendere un disco. Se accettato quel giocatore prende il possesso del disco nel punto in cui ha subito il fallo, altrimenti il disco ritorna al lanciatore.
- Fallo di strip: quando un fallo su un giocatore causa la caduta di un disco preso o la perdita del possesso del disco.
- Fallo di ostruzione: quando un giocatore si posiziona in modo da non poter essere evitato da un avversario.
- Fallo di spinta fuori: quando un giocatore che sta prendendo il possesso del disco viene spinto fuori campo o fuori dall'area di meta che sta attaccando.
- Fallo difensivo sul lanciatore
- Fallo offensivo del lanciatore
- Fallo indiretto: quando un fallo non influisce sul tentativo di prendere un disco
- Fallo contemporaneo: quando due o più giocatori avversari chiamano fallo nella stessa giocata, il disco ritorna al lanciatore.

### infrazioni e violazioni
Le infrazioni e violazioni sono di tre tipi:
- Infrazioni del marcatore: dopo un'infrazione non contestata il marcatore deve ridurre di uno il suo conteggio
  - Fast Count: quando il marcatore non lascia almeno un secondo fra ogni numero durante il conteggio, o se non inizia a contare dal numero giusto.
  - Straddle: quando la linea che passa fra i piedi del marcatore non lascia almeno un disco di distanza dal piede perno del lanciatore.
  - Disc Space: si verifica quando il marcatore si trova a meno di un disco di distanza dal torso del lanciatore
  - Wrapping: c'è wrapping quando la linea che passa fra le mani del marcatore si trova a meno di un disco di distanza dal torso del lanciatore
  - Double Team: succede quando un difensore che non sia il marcatore si trova a meno di tre metri di distanza dal lanciatore senza che stia marcando attivamente un altro attaccante
  - Vision:quando un difensore utilizza il suo corpo per ostruire volutamente la visione del lanciatore.
- Infrazione di Travel (passi): dopo aver preso il disco il lanciatore deve rallentare e fermarsi il più velocemente possibile senza cambiare direzione. Dopo aver stabilito un piede perno il lanciatore può muoversi a patto che quel piede resti a contatto col terreno in quel punto. Se il lanciatore alza il piede perno o lo sposta dal punto stabilito si verifica l'infrazione di Travel, il lanciatore deve allora ristabilire il piede perno nel punto in cui stava prima. Se il lanciatore ha lanciato il disco durante l'infrazione, il disco ritorna a lui.
- Infrazione di Pick (blocco): si verifica quando un difensore non può seguire il suo attaccante perché bloccato da un altro giocatore (sia attaccante che difensore);

## Varianti dell'ultimate

### Ultimate su spiaggia
L'ultimate su spiaggia si gioca in 5 contro 5 su un campo di sabbia lungo 75 metri e largo 25 con delle aree di meta profonde 15 metri.

### Ultimate Indoor
L'ultimate indoor è praticato principalmente in europa. Si gioca in 5 contro 5 su un campo al coperto in superficie dura o parquet che ha le stesse dimensioni di un campo da pallamano (lungo 40 metri e largo 20) e le aree di meta sono profonde 6 metri.

### Wheelchair ultimate
L'ultimate in carrozzina si gioca su un campo di 28 metri per 15 metri (stesse dimensioni di un campo da pallacanestro), aree di meta di 5 metri incluse. Sul campo si schierano 4 giocatori per parte e le partite durano 40 minuti.

## Federazioni
L'organo internazionale che governa l'ultimate nel mondo è la WFDF, acronimo di World Flying Disc Federation, che oltre all'ultimate governa anche le altre discipline del flying disc.
Le federazioni continentali sono quattro:
- All Africa Flying Disc Federation (AAFDF) per l'Africa
- Asia Oceania Flying Disc Federation (AOFDF) per l'Asia (ad eccezione di Armenia, Azerbaigian, Georgia, Israele e Turchia) e l'Oceania
- European Ultimate Federation (EUF) per l'Europa, l'Armenia, l'Azerbaigian, la Georgia, Israele e la Turchia.
- Pan American Flying Disc Federation (PAFDF) per l'America

In Italia la disciplina è una specialità FIGeST. Prima del 2022 era promossa principalmente dalla FIFD.